# Framta
Framta was kortstondig koning van de Sueven in Galicië (Spanje).

## Context
Na de dood van koning Rechiar brak er onder de Sueven een troonstrijd uit en splitste hun rijk in twee, het noorden, Galicië en het zuiden, Hispania Lusitania. Maldras werd koning van het zuiden. De twee delen bleven onafhankelijk tot 464 toen Remismund het land herenigde.
Voor hem kwam een zekere Aioulf (wordt betwist). Framta werd opgevolgd door Richimund.